# Sinupetraliella
Sinupetraliella is een mosdiertjesgeslacht uit de familie van de Petraliidae en de orde Cheilostomatida. De wetenschappelijke naam ervan is in 1936 voor het eerst geldig gepubliceerd door Stach.

## Soorten
- Sinupetraliella affinis Harmer, 1957
- Sinupetraliella cylindrica Harmer, 1957
- Sinupetraliella elongata (Canu & Bassler, 1929)
- Sinupetraliella formidabilis Moyano, 2000
- Sinupetraliella gigantea (Canu & Bassler, 1929)
- Sinupetraliella grandicella (Canu & Bassler, 1929)
- Sinupetraliella litoralis (Hastings, 1932)

Niet geaccepteerd soort:
- Sinupetraliella umbonatoidea Liu & Li, 1987 → Celleporaria umbonatoidea (Liu & Li, 1987)